# Queen's Club Championships 2021
Queen's Club Championships 2021 — тенісний турнір, що проходив на трав'яних кортах у Лондоні, Велика Британія з 14 до 20 червня. Належав до категорії ATP 500.

## Фінальна частина

### Одиночний розряд
Маттео Берреттіні —  Камерон Норрі 6–4, 6–7(5–7), 6–3

### Парний розряд
П'єр-Юг Ербер /  Ніколя Маю —  Рейллі Опелка /  Джон Пірс (тенісист) 6–4, 7–5